# Dendryphantes linzhiensis
Dendryphantes linzhiensis är en spindelart som beskrevs av Hu 200. Dendryphantes linzhiensis ingår i släktet Dendryphantes och familjen hoppspindlar. Inga underarter finns listade i Catalogue of Life.